# Ermita de Santa Bárbara (Ezcaray)
Ermita de Santa Bárbara de Ezcaray (La Rioja, España) se encuentra en el monte Santa Bárbara.

## Descripción y ubicación

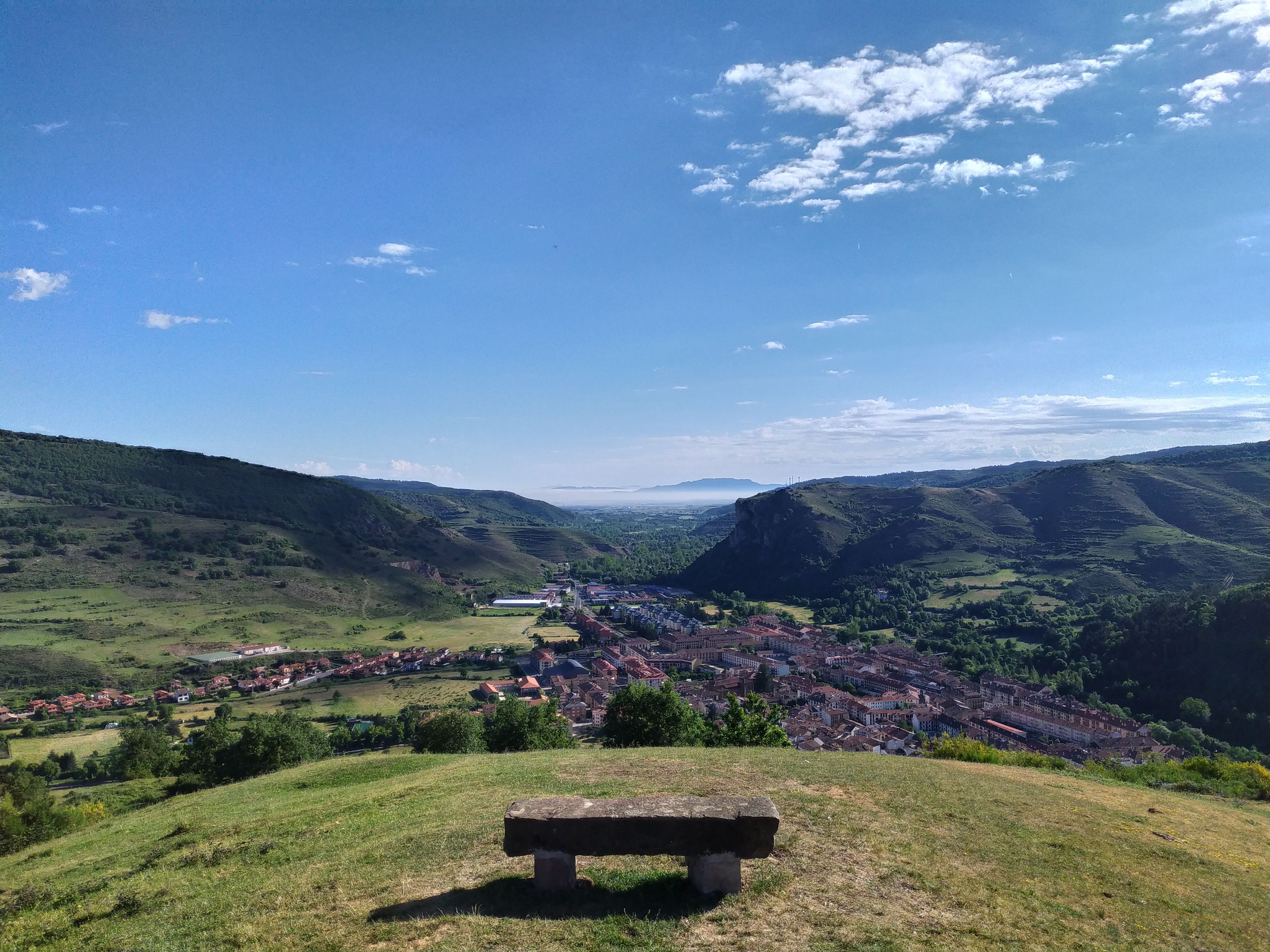
Vistas desde Santa Bárbara.

La ermita de Santa Bárbara es un edificio rectangular, de una sola nave, con cubierta a dos aguas, realizado en sillería y mampostería roja típica de la zona. En su interior se conserva la imagen de Santa Bárbara, busto relicario de finales del siglo XVI.  
La ermita se encuentra situada en la cima del monte homónimo, en la localidad riojana de Ezcaray, a 1.022 metros de altitud. 
Se puede llegar a ésta tanto por carretera como por la senda conocida como el “zigzag”. Esta senda puede cogerse desde el barrio de Soleta o bien desde el de San Lázaro de la localidad. La distancia hasta la ermita por este sendero es de 1,2 kilómetros. Desde la cima existen unas maravillosas vistas del valle del Oja. En las inmediaciones de la ermita existe una zona de merendero y descanso con mesas y árboles, y a escasos 500m de la misma un área con refugio y asadores.

## Historia
Los orígenes de esta ermita se remontan al siglo XI, en el que tras la invasión musulmana y posterior reconquista, se produce un periodo de inestabilidad en el valle con guerras fronterizas entre los reinos de Castilla y Aragón. 
Es en esta época cuando el reino de castilla edifica numerosas torres de vigilancia a lo largo de sus fronteras en diferentes puntos geográficos estratégicos con la finalidad de controlar sus dominios.
En el siglo XII, tras fijarse la población en el valle, llega un periodo de estabilidad a la zona, causa por la cual esta torre de vigilancia entra en desuso y pasa posteriormente a reconvertirse en ermita de Santa Bárbara debido a la propia iconografía de la Santa (la torre) y la leyenda de esta.
La ermita cuenta con al menos tres remodelaciones y ampliaciones a lo largo de los siglos, como pudo verse durante las últimas obras llevadas a cabo en el año 2022, la última de ellas parece datar del siglo XVII o XVIII en la que se amplió la nave en dirección sur, y se construyó una espadaña sobre la cabecera del templo con una campana. Debido al poco uso que se le daba a la campana, en 1808 se cedió al ayuntamiento para que refundiesen la campana del reloj de la villa, como así se refleja en varios documentos de la cofradía. 
Al permanecer la ermita varias décadas sin campana, la espadaña original se desmontó. 
En 1990, Dalmacio Baños, por entonces párroco de Ezcaray, regaló a la Cofradía de Santa Bárbara la actual campana, procedente de la iglesia de Turza. Es en este mismo año cuando se edifica la espadaña actual y se añade el porche sobre la puerta de entrada al templo.
Custodia y conserva esta ermita, la Cofradía de Santa Bárbara de Ezcaray.

## Romería y fiestas de Santa Bárbara en Ezcaray

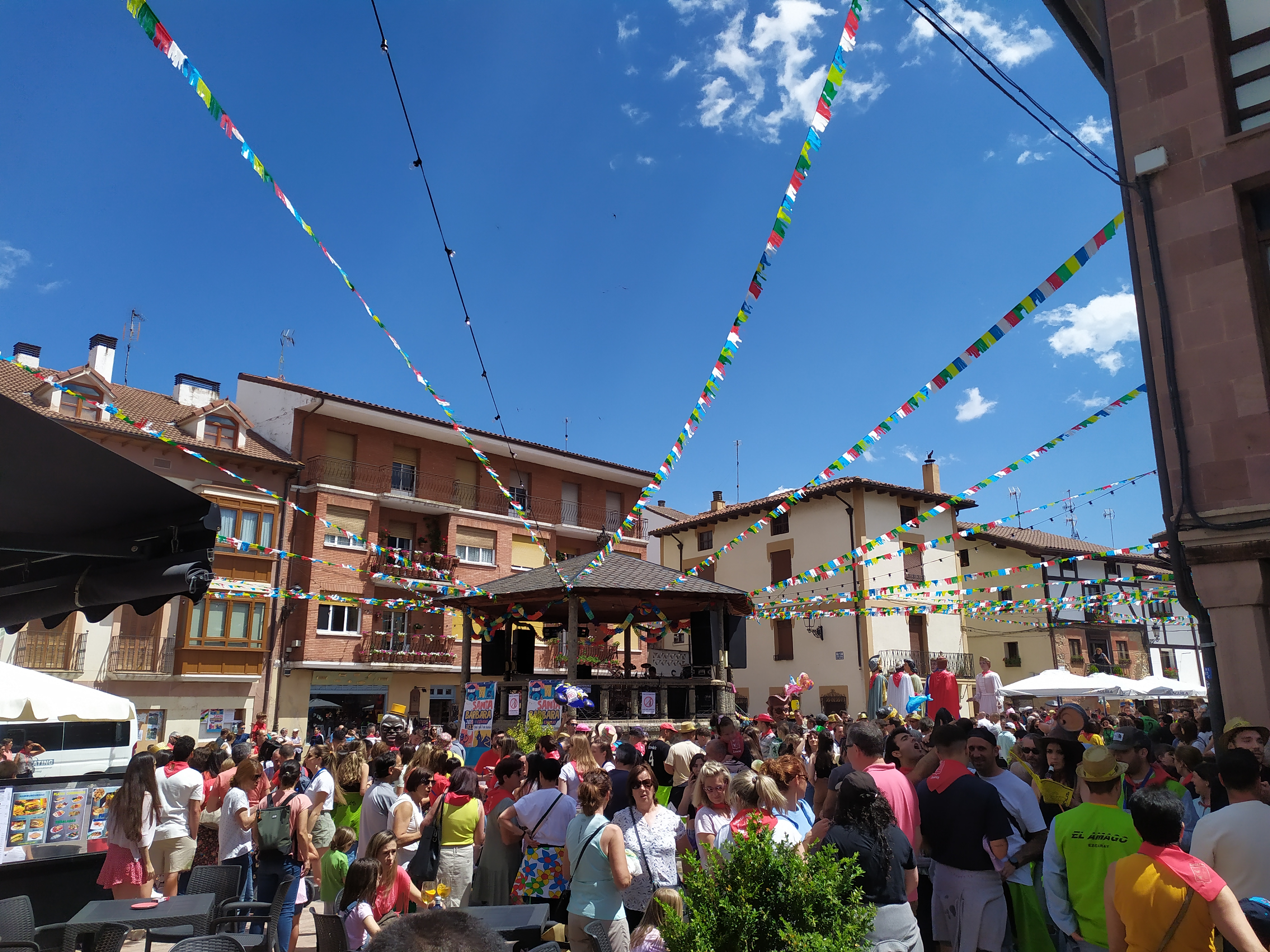
Fiestas de Santa Bárbara de Ezcaray. Las vueltas al quiosco

La localidad de Ezcaray celebra anualmente sus fiestas en honor a Santa Bárbara durante los cuatro días en torno al lunes de pentecostés, día conocido como "lunes de Santa Bárbara" o "día de Santa Bárbara".
Comienzan estas fiestas el sábado con el lanzamiento del chupinazo y posterior desfile de la comparsa de gigantes y cabezudos por las calles de la localidad y finalizan la noche del martes con el "entierro de la cuba" y las últimas vueltas.  
El lunes, día central de las fiestas, tiene lugar la romería a la ermita donde se oficia una misa campestre y tras ésta, las mujeres portan en procesión la imagen de Santa Bárbara alrededor del templo. Tras los actos religiosos, música y día de comida campestre en cuadrillas en el entorno de la ermita. Por la tarde ya en el pueblo siguen los actos con las tradicionales vueltas al quiosco.
Destacan en estos días las tradicionales vueltas al quiosco por parte de las cuadrillas ataviadas con coloridas blusas y pañuelos de fiestas al son de la música y canciones tradicionales de la villa, de entre las que sobresale la de Santa Bárbara o popularmente conocida como el "hay mamá". Complementan los actos de estos días las degustaciones ofrecidas por la Peña los Tímidos, los partidos de pelota, o el concurso de zurracapote, bebida típica en la zona a base de vino tinto macerado.
Aparte de las fiestas, la Cofradía de Santa Bárbara organiza también el día 4 de diciembre una jornada festiva en la que coincidiendo con la onomástica de la Santa, se hace una visita a la ermita y una posterior chocolatada en la plaza de la localidad. 